# Allotraeus baibaranus
Allotraeus baibaranus là một loài bọ cánh cứng trong họ Cerambycidae.